# Dudi Appleton
David Jeremy Nicholas Appleton (1969, Belfast, Irlanda del Norte) es un periodista y director de cine.

## Biografía
Su madre es de origen israelí y su padre norirlandés fue Jefe fiscal de la Corona.
Appleton concurrió al Rockport School en Hollywood, Condado Down, y luego al Campbell College en Belfast y posteriormente al Jesus College, Oxford, donde obtuvo una licenciatura en idioma inglés.
Dudi, como ha sido conocido desde niño, asistió a la Central Acting School en Londres. A pesar de que actuó en obras de teatro y cine, estaba más atraído por la escritura, convirtiéndose en periodista de viajes para los periódicos de gran formato The Standard, The Guardian, The Daily Telegraph.
Trabajando con su colega de Oxford Jim Keeble, que se había movido a la escritura de libros, comenzaron a escribir guiones de cine. La primera que se rodó fue "A Sort Of Homecoming" ("Una especie de regreso a casa") (1994) un corto basado y filmado en Strangford Lough, County Down. A medida que continuaron escribiendo guiones, Dudi deseaba dirigir un largometraje. En 1999 hicieron The Most Fertile Man in Ireland (El más fértil hombre en Irlanda) (set en Condado de Donegal, Ulster oeste), por el que llegaría a ganar el premio HBO Comedy en Colorado, a la mejor dirección, adjudicado a Dudi por Billy Crystal.
Desde entonces, ha estado escribiendo guiones para Disney, Miramax, Warner Brothers y Scott Free y ha trabajado con directores como Oliver Stone y Sir Ridley Scott desarrollando adaptaciones y guiones.